# Bambi (Auszeichnung)

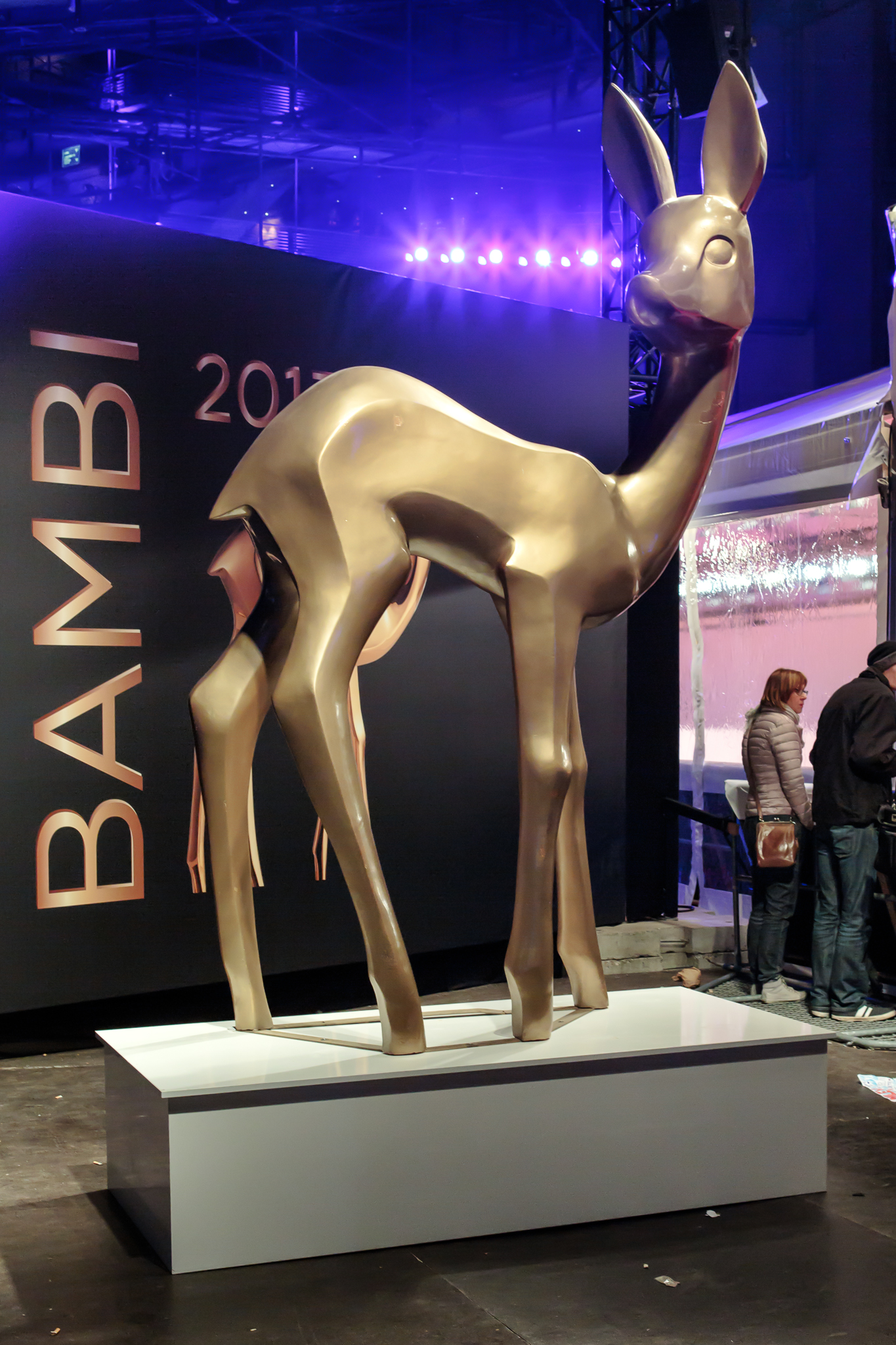
Statue bei der Bambi-Verleihung in Berlin, 2013

Der Bambi (Eigenschreibweise: BAMBI) ist ein jährlich in Deutschland verliehener Medien- und Fernsehpreis der Hubert Burda Media. Das Unternehmen ehrt damit aus seiner Sicht Menschen „mit Visionen und Kreativität, deren herausragende Erfolge und Leistungen sich im ablaufenden Jahr in den Medien widerspiegelten“. Die Jury besteht regelmäßig aus den Chefredakteuren des Burda-Konzerns und externen Experten aus verschiedenen gesellschaftlichen Bereichen.

## Geschichte

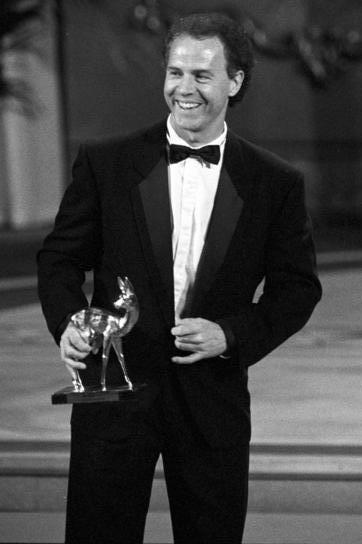
Franz Beckenbauer wurde 1990 mit dem Sport-Bambi-Preis für seine Intuition und Perfektion geehrt, mit der er als Teamchef die deutsche Nationalmannschaft zum WM-Titel geführt hatte.

Der Bambi wurde 1948 als Preis für die beliebtesten Filmstars von dem Karlsruher Unternehmer Karl Fritz, in dessen Verlag die Publikumszeitschrift Film-Revue und das Branchenblatt Die neue Filmwoche erschienen, ins Leben gerufen, allerdings noch nicht unter diesem Namen.
Er ist einer der ältesten deutschen Medienpreise. Das Unternehmen von Karl Fritz (und damit der Bambi) wurde 1962/63 vom Burda-Verlag übernommen. Die ersten Bambi-Gewinner in der Kategorie „beliebteste Darsteller“ waren Marika Rökk und Stewart Granger. Außerdem wurden 1948 vier Filme ausgezeichnet: in der Kategorie „künstlerisch wertvollste Filme“ Ehe im Schatten und Kinder des Olymp und in der Kategorie „beliebteste Filme“ Madonna der sieben Monde und Film ohne Titel.
Nach Aussagen von Marika Rökk, verdankt die Figur den Namen Bambi ihrer Tochter Gabriele Jacoby, da sie, als ihre Mutter den Preis zuhause überreicht bekam, sagte: „Bambi! Bambi!“ Offenbar war die damals Vierjährige inspiriert von Felix Saltens Buch Bambi. Eine Lebensgeschichte aus dem Walde. Der im ersten Jahr namenlose Filmpreis wurde ab 1949 unter dem Namen „Bambi“ verliehen.
Die Auszeichnung war zunächst noch ein Rehkitz aus weißer Keramik, das in der Staatlichen Majolika-Manufaktur in Karlsruhe von der Bildhauerin Else Bach bereits 1936 geschaffen worden war. Karl Fritz entdeckte es für seinen Filmpreis. Seit 1958 wird das Reh in vergoldeter Bronze von der Kunstgießerei Ernst Strassacker im schwäbischen Süßen hergestellt. Rekordpreisträger sind Heinz Rühmann (12), Peter Alexander, O. W. Fischer und Johannes Heesters (10), Sophia Loren (9) sowie Maria Schell (8).
Die Bambis wurden bis 1952 den Gewinnern persönlich überreicht. Eine (geschlossene) Veranstaltung zur Verleihung gab es erstmals am 27. Dezember 1953 in Hamburg. Seit 1955 sind die Verleihungen öffentliche Gala-Veranstaltungen, die erste am 6. März 1955 in Karlsruhe (1954 gab es keine Verleihung wegen der Umstellung vom Dezember- auf den März-Termin). Bis 1964 fanden die Verleihungen in Karlsruhe statt. Nach kritischen Berichten der Karlsruher Presse über den Verlagsinhaber Franz Burda verlegte dieser 1965 die Bambi-Veranstaltung nach München, dem seit 1960 zweiten Sitz des Burda-Verlags. Bis 1995 gab es die Verleihungen zumeist in München mit Ausnahme von 1971 bis 1974, 1987 und von 1990 bis 1992. In den genannten Jahren und ab 1996 fanden die Verleihungen in wechselnden Städten statt, darunter Offenburg (Stammsitz des Burda-Verlags, 1987 und 2008 zum 60-jährigen Jubiläum), Leipzig (1990 und 1996), Wiesbaden (1991 und 2011), Köln (1992 und 1997), Karlsruhe (1998 zum 50-jährigen Jubiläum), Berlin (1999 bis 2002 und 2013 bis 2018), Hamburg (2003/04), Düsseldorf (2007 und 2012), Potsdam (2009/10) und Baden-Baden (2019).
1966 gab es keine Verleihung und 1984 zwei (im Mai für das Filmjahr 1983/84 und im Dezember für das Filmjahr 1984). Zwei Verleihungen fanden nicht in Deutschland statt: 1971 in Monaco und 1972 in Salzburg.
Der Bambi war bis zum Verleihungsjahr 1967 ein reiner Filmpreis und 1968/69 ein kombinierter Film- und Fernsehpreis. 1970 wurde er zum Fernsehpreis und berücksichtigte ab 1975 wieder den Bereich Film. 1984 schließlich wurde der Bambi zu dem allgemeineren Preis, wie er heute bekannt ist, nämlich zu einem Preis „für die Besten aus Film, Fernsehen, Sport und Gesellschaft“.
Von 1996 bis 2019 wurde die Bambi-Verleihung durch die ARD übertragen. Nach Auslaufen des Vertrags verzichtete die ARD auf eine Verlängerung.
Burda plante, die Bambi-Verleihung auch ohne die ARD fortzusetzen, allerdings wurde 2020, 2021 und 2022 die Verleihung, u. a. wegen der COVID-19-Pandemie, abgesagt.
Die Bambi-Verleihung 2023 fand am 16. November 2023 statt. Die Bambi-Verleihung 2024 war am 7. November 2024 und wurde erstmals auf Prime Video übertragen.

## Kategorien
Bis zum Verleihungsjahr 1969 wurden Film-Bambis in zwei Abteilungen verliehen:
- Darsteller: beliebteste Darsteller (männlich/weiblich und deutsch/ausländisch), außerdem von 1959 bis 1965 Bambis für hervorragende Nachwuchsleistungen (deutsch männlich/weiblich) und 1961 bis 1968 für langjährige Verdienste um den deutschen Film (männlich/weiblich);
- Filme: künstlerisch wertvollste und geschäftlich erfolgreichste Filme (jeweils deutsch/ausländisch) und von 1964 bis 1968 zusätzlich Bambi für den erfolgreichsten Superfilm.

Bei den Fernseh-Bambis ab dem Verleihungsjahr 1968 gab es keine festen, jährlich wiederholten Kategorien, allerdings welche, die häufig auftraten:
- Darsteller: beliebteste Darsteller (ab 1968, bis heute) und Nachwuchs-Darsteller (1975 bis 1980, dann bis 1988 unregelmäßig, seither nur noch selten);
- Serien (ab 1968, regelmäßig bis 1995, seither nur mehr selten);
- herausragende Fernseh-Produktionen (ab 1968, meist als Autoren- oder Regie-Preis, seit 1999 als Preis für das Fernseh-Ereignis des Jahres);
- Moderation (von Unterhaltung bis Information, ab 1969, bis heute);
- Showstars (ab 1971, Nachfolge Musik-Bambis seit 1980);
- Kindersendungen (1972 bis 1981).

Seit 1984 erscheinen außerhalb der Bereiche Film und Fernsehen einige neue Kategorien:
- öfter vertreten sind:[21] Sport (seit 1984, Vorläufer bereits 1971 und 1977), soziales Engagement (seit 1984), Kultur (unregelmäßig seit 1988), Kreativität (1989 bis 1999), Politik (unregelmäßig seit 1989, Vorläufer bereits 1970 und 1977/78), Mode (seit 1989), Wirtschaft (unregelmäßig seit 1991), Stille Helden (seit 2009), Integration (seit 2010) und Unsere Erde (seit 2010);
- allgemeine Kategorien, die nicht auf ein spezielles Jahr bezogen sind und im Prinzip alle gesellschaftlichen Bereiche umfassen können: Lebenswerk (seit 1986) und Jahrhundert-/Millennium-Bambi (seit 1999).

1984 lag der Anteil der Kategorien außerhalb der Bereiche Fernsehen und Film bei rund einem Fünftel und steigerte sich bis 2009 auf gut die Hälfte, seit 2010 sind es etwa zwei Drittel (siehe dazu die entsprechenden Artikel).

## Rezeption
Die Hannoversche Allgemeine Zeitung plädierte im November 2011 dafür, die Bambi-Preisverleihung abzuschaffen, und begründete dies mit den Worten: „Immer gleiche Preisträger, unnötige ‚Skandale‘, willkürliche Kategorien, gesunkene Relevanz.“ Ähnliches gelte auch für die Goldene Kamera und den Deutschen Fernsehpreis.
Die Verleihung des Bambi-Integrationspreises an den Rapper Bushido im November 2011 wurde von verschiedenen Seiten stark kritisiert. So äußerte der hessische SPD-Vorsitzende Thorsten Schäfer-Gümbel, dass Bushido für Frauen- und Schwulenfeindlichkeit stehe und man daher kaum von einer Integrationsleistung sprechen könne, wenn sich jemand auf dem Rücken anderer profiliere. Der Volkssänger Heino gab wenige Tage nach der umstrittenen Bambi-Verleihung seine Auszeichnung, die ihm 1990 verliehen worden war, mit folgender Begründung zurück: „Ich bin zutiefst empört, dass man einem gewalttätigen Kriminellen wie Bushido den Bambi verleiht. Mit diesem Mann möchte ich nicht auf eine Stufe gestellt werden.“ Auch Laudator Peter Maffay kritisierte etwa einen Monat nach der Preisverleihung Bushido, dieser habe „seinen Worten leider keine Taten folgen lassen“, und beendete die Zusammenarbeit mit ihm und Sido. Zuvor waren die drei in der Sendung Markus Lanz zu Gast, bei der es zu heftigen Wortgefechten mit anderen Gästen und dem Moderator gekommen war.

## Moderation
- 2000: Sabine Christiansen
- 2001: Axel Bulthaupt
- 2002: Barbara Schöneberger
- 2003: Jörg Pilawa und No Angels
- 2004: Monica Lierhaus und Johannes B. Kerner
- 2005: Bettina Zimmermann, Sky du Mont und Thomas Hermanns
- 2006: Harald Schmidt und Eva Padberg
- 2007: Harald Schmidt
- 2008: Harald Schmidt
- 2009: Katarina Witt und Tom Bartels
- 2010: Sarah Jessica Parker (Hauptmoderation), u. a.
- 2011: Gwyneth Paltrow (Hauptmoderation), u. a.
- 2013: Helene Fischer
- 2014: Barbara Schöneberger, Johannes B. Kerner, u. a.
- 2015: Kai Pflaume
- 2016: Barbara Schöneberger, Alexander Bommes, Judith Rakers u. a.
- 2017: Barbara Schöneberger und Florian Silbereisen
- 2018: Florian Silbereisen
- 2019: Kai Pflaume
- 2023: Nazan Eckes und Giovanni Zarrella

## Liste der Preisträger
- Liste der Bambi-Preisträger